# Piaski (Majków)
Piaski – część wsi Majków w Polsce, położona w województwie świętokrzyskim, w powiecie skarżyskim, w gminie Skarżysko Kościelne.
W latach 1975–1998 Piaski administracyjnie należały do województwa kieleckiego.

## Historia
Majków  Piaski, w XIX wieku była to wieś włościańska nad rzeką Kaczką, w powiecie iłżeckim, gmina Skarżysko-Kościelne, parafii Wąchock, odległa 26 wiorst od Iłży.
W 1827 roku jako wieś rządowa posiadała 36 domów i 234 mieszkańców .
W roku 1882 posiadała 66 domów i 435 mieszkańców  na  1771 morgach ziemi. 
We wsi była  kuźnica znana w XVIII wieku.